# Miquel Fernández
Miquel Fernández, all'anagrafe Miquel Fernández García (Barcellona, 13 febbraio 1980), è un attore e cantante spagnolo.

## Biografia
Miquel Fernández è nato il 13 febbraio 1980 a Barcellona (Spagna), ha trascorso la sua infanzia nel comune di Sabadell e appena terminato il liceo ha deciso di trasferirsi a Barcellona per intraprendere i suoi studi.

## Carriera
Miquel Fernández dopo aver trascorso alcuni anni in giro per il paese, si è stabilito a Sabadell, in provincia di Barcellona. All'età di quindici anni si iscrive al laboratorio teatrale dell'istituto, dove interpreta il ruolo di Riff, in una versione di West Side Story. Successivamente è entrato a far parte del cast del gruppo teatrale amatoriale TRAMOIA. In quel periodo è apparso come attore secondario nelle produzioni La mujer X ed Evita.
Nel 1996 ha interpretato il ruolo di Freddy Eynsford-Hill, nel musical My Fair Lady, con Daniel Pérez e Juan Antonio Martínez, che sarebbe stato il suo primo contatto con il teatro musicale cantato dal vivo. All'età di sedici anni si iscrive presso la scuola teatrale musicale della memoria di Barcellona, intervallando gli studi liceali. Ha deciso di trasferirsi a Barcellona per continuare gli studi e nello stesso anno è diventato il cantante dell'Orquesta Origen.
L'anno successivo realizza il suo primo musical, Assassins, dove ha interpretato il ruolo del narratore. Dopo due anni di studio e lavoro in cui ha preso parte a diversi spettacoli per bambini, è apparso ai casting di Els Pirates di Dagoll Dagom, mentre all'età di diciotto anni ha interpretato il suo primo ruolo da protagonista con una compagnia in cui avrebbe poi ripetuto con Poe e La bella Elena, anche nei ruoli principali. Prima di allora ha recitato in Rent e La missa de Bernstein.
Ha lavorato anche alla radio con El musical més petit, oltre che in diversi spettacoli della stessa compagnia e attualmente continua a dare lezioni di canto con una delle fondatrici, Susana Domenech. Già a Madrid, ha recitato in We Will Rock You, il musical dei Queen e poco dopo, all'età di venticinque anni, ha debuttato con il ruolo di Mario nel musical di maggior successo della stagione Hoy no me puedo levantar.
Nelle sue opere più recenti ha dato vita al dottor Juan Durán, il protagonista della serie Dangerous Friendships. Nel 2007 ha recitato nel musical Jesus Christ Superstar presso il teatro Lope de Vega. Successivamente è tornato a recitare nell'opera teatrale Hoy no me puede lifted dove ha interpretato la direzione artistica oltre, in sporadiche occasioni, nuovamente il ruolo di protagonista. Nel 2015 e nel 2016 ha recitato nelle serie Cites e in Mar de plástico. Nel 2017 e nel 2018 ha partecipato alla sesta edizione programma televisivo in onda su Antena 3 Tu cara me suena.
Nel 2018 harecitato nella serie Benvinguts a la família e dove ha recitato insieme ad attori come Yolanda Ramos, Iván Massagué e Melani Olivares. L'anno successivo, nel 2019 ha recitato nella serie di Telecinco, Secretos de Estado nel ruolo del presidente ad interim Luis Peralta. Nel 2019 e nel 2020 ha recitato nelle serie Il molo rosso (El embarcadero), in cui ha ricoperto il ruolo di Francisco "Fran" Pacheco e in El nudo, in cui ha ricoperto il ruolo di Sergio. Nel 2022 ha interpretato il ruolo di Fernando "Nando" Mejía nella serie di Netflix Una vita da riavvolgere (Si lo hubiera sabido).

## Vita privata
Miquel Fernández dal 2011 è sposato con l'attrice Irene Montalà.

## Filmografia

### Cinema
- H6-il diario di un assassino (H6: Diario de un asesino), regia di Martín Garrido Barón (2005)
- Fin, regia di Jorge Torregrossa (2012)
- La gran familia española, regia di Daniel Sánchez Arévalo (2013)
- Alpha, regia di Joan Cutrina (2013)
- Vulcania, regia di José Skaf (2015)
- Box 314 - La rapina di Valencia (Cien años de perdón), regia di Daniel Calparsoro (2016)
- Chiudi gli occhi - All I See Is You (All I See Is You), regia di Marc Forster (2016)
- Il guardiano invisibile (El guardián invisible), regia di Fernando González Molina (2017)
- Durante la tormenta, regia di Oriol Paulo (2018)
- Litus., regia di Dani de la Orden (2019)
- Inciso nelle ossa (Legado en los huesos), regia di Fernando González Molina (2019)
- Adú, regia di Salvador Calvo (2020)
- Visitante, regia di Alberto Evangelio (2021)
- Mamá o papá, regia di Dani de la Orden (2021)
- Venus, regia di Víctor Conde (2022)

### Televisione
- El cor de la ciutat – serie TV, 1 episodio (2001)
- Plats bruts – serie TV, 1 episodio (2001)
- El comisario – serie TV, 1 episodio (2006)
- Amare per sempre (Amar en tiempos revueltos) – serie TV, 3 episodi (2006)
- Amistades peligrosas – serie TV, 45 episodi (2006)
- Carmina – miniserie TV, 2 episodi (2012)
- La Riera – serie TV, 18 episodi (2013-2014)
- Hermanos – serie TV, 1 episodio (2014)
- Las aventuras del capitán Alatriste – serie TV, 1 episodio (2015)
- Nico & Sunset – serie TV, 3 episodi (2015)
- Cites – serie TV, 5 episodi (2015-2016)
- Mar de plástico – serie TV, 26 episodi (2015-2016)
- Laia, regia di Lluís Danés i Roca – film TV (2016)
- Nit i dia – serie TV, 26 episodi (2016-2017)
- El incidente – serie TV, 5 episodi (2017)
- Blindspot – serie TV, 1 episodio (2017)
- Fariña: Cocaine Coast – serie TV, 4 episodi (2018)
- Benvinguts a la família – serie TV, 13 episodi (2018-2019)
- Secretos de Estado – serie TV, 3 episodi (2019)
- Tre giorni di Natale (Días de Navidad) – miniserie TV (2019)
- Il molo rosso (El embarcadero) – serie TV, 16 episodi (2019-2020)
- El nudo – serie TV, 13 episodi (2019-2020)
- Mentiras – serie TV, 6 episodi (2020)
- Alba – serie TV, 13 episodi (2021)
- Berenàveu a les fosques, regia di Sílvia Quer e Abigail Schaaff – film TV (2021)
- Apagón – serie TV, 2 episodi (2022)
- Una vita da riavvolgere (Si lo hubiera sabido) – serie TV, 8 episodi (2022)
- Las noches de Tefía – serie TV (2022)

### Cortometraggi
- Compàs compartit, regia di David Clusellas, Germán Fernández-Moreno e Elisabet Molet (2002)
- Cuánto. Más allá del dinero, regia di Kike Maíllo (2017)

## Teatro
- Assassins, diretto da Ricard Reguant (1997)
- Las aventuras del Yellow Submarine, diretto da Víctor Conde (1997)
- La princesa y el pesol, diretto da Roser Contreras e Montse Miralles (1997-1998)
- The magic kingdom of Oz, diretto da Gabriel Doz (1998)
- Els pirates, diretto da Joan Lluís Bozzo (1998-1999)
- Rent, diretto da Abbey Epstein (1999-2000)
- La misa de Bernstein, diretto da Joan Ollé (2000-2001)
- La bella Elena, diretto da (2001-2003)
- Poe, diretto da Joan Lluís Bozzo (2002-2003)
- Hoy no me puedo levantar, diretto da Nacho Cano (2005)
- We Will Rock You, diretto da Jesús Cracio (2005-2006)
- Jesus Christ Superstar, diretto da Stephen Rayne (2007)

## Programmi televisivi
- Vespre a la 2 (2013-2014)
- Cinema 3 (2013, 2015-2016)
- Divendres (2013, 2016)
- Días de cine (2015-2016, 2018, 2022)
- Tria33 (2016)
- Arrelats (2016)
- Tu cara me suena 6 (Antena 3, 2017-2018)
- Tu cara me suena (2017-2019, 2022)
- Enganxats (2018)
- La mejor canción jamás cantada (2019)

## Doppiatori italiani
Nelle versioni in italiano dei suoi film e delle sue serie TV, Miquel Fernández è stato doppiato da:
- Ismaele Ariano[23] in Box 314 - La rapina di Valencia[24]
- Jacopo Venturiero[25] in Chiudi gli occhi - All I See Is You[26]
- Stefano Crescentini[27] ne Il guardiano invisibile[28], in Inciso nelle ossa[29]
- Massimo Triggiani in Blindspot
- Alessandro Quarta[30] in Durante la tormenta[31]
- Emilio Mauro Barchiesi[32] ne Il molo rosso[33]
- Gianluca Cortesi[34] in Adú[35]
- Edoardo Stoppacciaro[36] in Una vita da riavvolgere[37]